# Prawosław

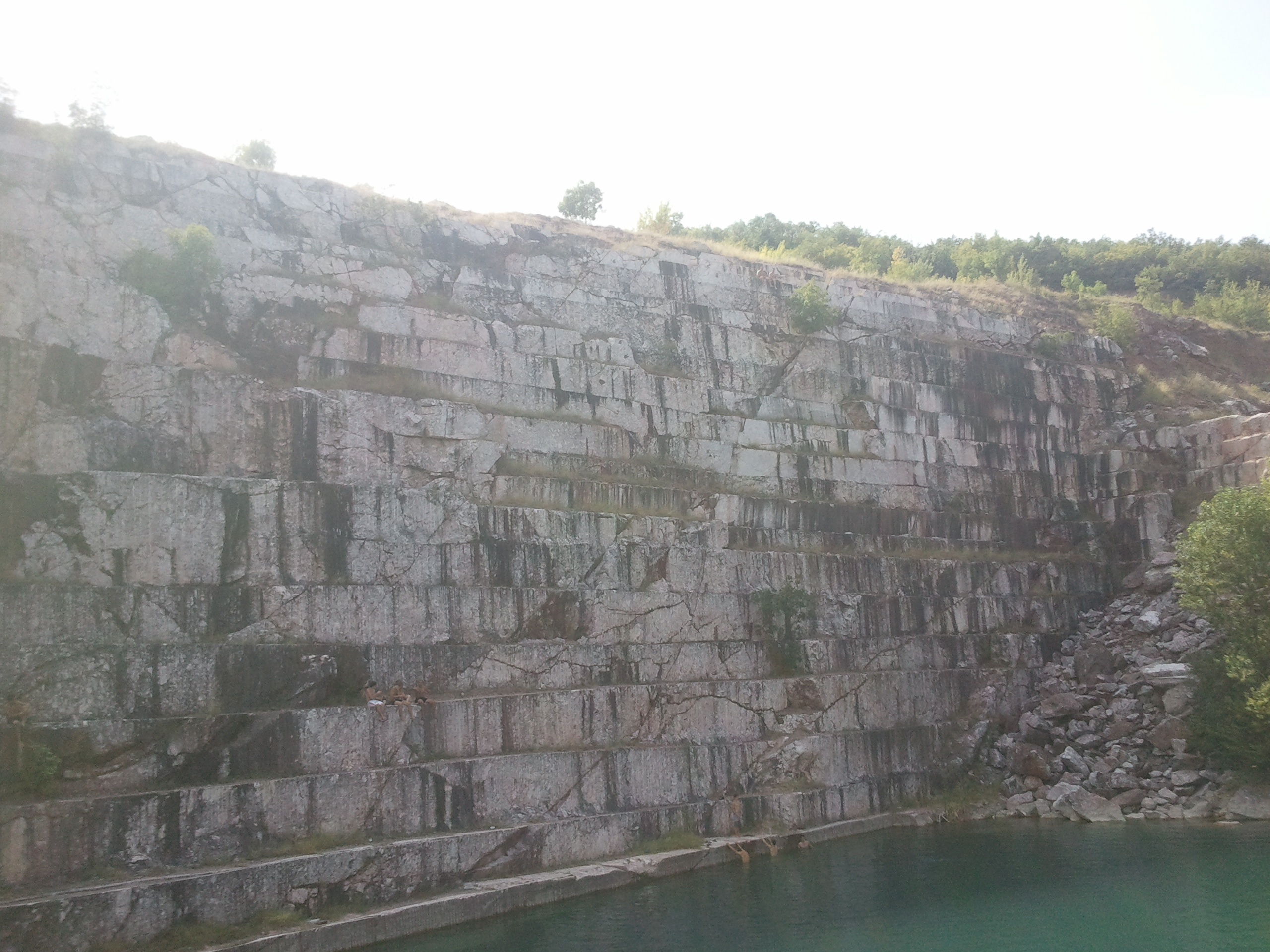
Mramornoto ezero

Prawosław (bułg. Православ) – wieś w południowej Bułgarii, w obwodzie Stara Zagora, w gminie Bratja Daskałowi. Według danych Narodowego Instytutu Statystycznego, 31 grudnia 2011 roku wieś liczyła 184 mieszkańców. Sobór odbywa się w sobotę i niedzielę ostatniego tygodnia października.

## Położenie
Wieś położona jest na skraju pasma górskiego Srednogorie. Prawosław jest otoczony 10 wzgórzami: Bajłyka (399 m n.p.m.), Bekczijnica, Czobenski łozja, Gabraka, Gergjowden, Gradiszteto, Kokardża, Korijata, Mogiłata oraz Sweti Georgi. Nieopodal miejscowości znajduje się jezioro Mramornoto, gdzie wcześniej był kamioniołom.

## Historia
Do 1906 roku wieś nazywała się Misilim, a do 1934 roku Prawosławen.

## Urodzeni w Prawosławie
- Stanczo Iwanow Czirpykow – naucziciel, wokalista
- Christo Żelazkow – nauczyciel, restaurator